# Christian Fürchtegott Gellert

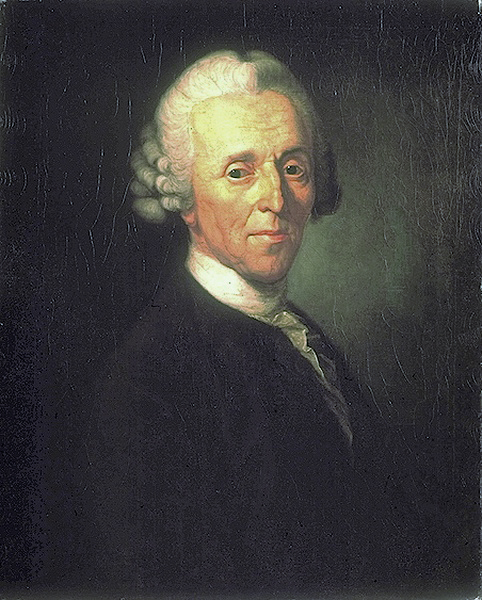
Christian Fürchtegott Gellert, pictat de Anton Graff

Christian Fürchtegott Gellert (n. 4 iulie 1715 - d. 13 decembrie 1769) a fost un poet și prozator german.
Lirica sa, de manieră populară, are accente iluministe, educative și împletește morala cu umorul.

## Opere

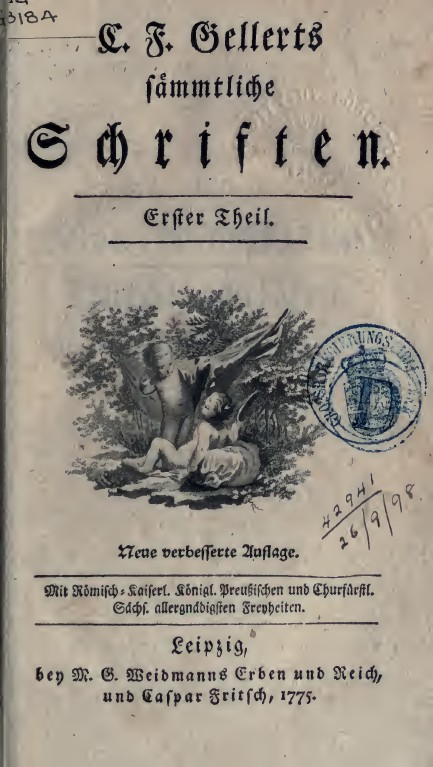
C. F. Gellerts sämmtliche Schriften. Teil 1 (1775)

- 1745: Surorile evlavioase ("Die Betschwester")
- 1746/1748: Fabule și povestiri ("Fabeln und Erzählungen")
- 1747: Viața contesei suedeze von G... ("Leben der schwedischen Gräfin von G...").